# Europese volleyballeague mannen 2021
De Europese Volleyballeague mannen 2021 was de achttiende editie zijn van de Europese Volleyballeague, dat bestond uit 19 Europese volleybalteams. De voorrondes werden gespeeld van 28 mei 2021 tot en met 6 juni 2021. 

## Deelnemende landen
- België
- Spanje
- Estland
- Letland

- Nederland[1]
- Oekraïne
- Slowakije
- Roemenië

- Turkije
- Tsjechië
- Wit-Rusland
- Portugal

- Noord-Macedonië
- Israël
- Denemarken
- Cyprus

- Oostenrijk
- Kroatië
- Hongarije
- Luxemburg

## Groepsfase Gouden Groep
- De drie groepswinnaars en het gastland België plaatsen zich voor de final 4.

Puntenverdeling
- bij winst met 3-0 of 3-1 :3 punten voor de winnaar ; 0 punten voor de verliezer
- bij winst met 3-2 : 2 punten voor de winnaar ; 1 punt voor de verliezer

|  | Gekwalificeerd voor de final Four |
|  | Gastland Final four               |
|  | Gedegradeerd naar Zilveren groep. |

### Groep A
|      |         |     | Wedstrijden | Wedstrijden | Sets | Sets | Sets |
| Rank | Team    | Pts | W           | L           | W    | L    |      |
| ---- | ------- | --- | ----------- | ----------- | ---- | ---- | ---- |
| 1    | Estland | 17  | 6           | 0           | 18   | 4    |      |
| 2    | België  | 13  | 4           | 2           | 15   | 9    |      |
| 3    | Spanje  | 6   | 2           | 4           | 8    | 13   |      |
| 4    | Letland | 0   | 0           | 6           | 3    | 18   |      |

### Groep B
|      |           |     | Wedstrijden | Wedstrijden | Sets | Sets | Sets |
| Rank | Team      | Pts | W           | L           | W    | L    |      |
| ---- | --------- | --- | ----------- | ----------- | ---- | ---- | ---- |
| 1    | Oekraïne  | 12  | 4           | 0           | 12   | 3    |      |
| 2    | Roemenië  | 4   | 1           | 3           | 7    | 10   |      |
| 3    | Slowakije | 2   | 1           | 3           | 5    | 11   |      |

### Groep C
|      |             |     | Wedstrijden | Wedstrijden | Sets | Sets | Sets |
| Rank | Team        | Pts | W           | L           | W    | L    |      |
| ---- | ----------- | --- | ----------- | ----------- | ---- | ---- | ---- |
| 1    | Turkije     | 18  | 6           | 0           | 18   | 2    |      |
| 2    | Wit-Rusland | 7   | 3           | 3           | 10   | 14   |      |
| 3    | Tsjechië    | 7   | 3           | 3           | 11   | 13   |      |
| 4    | Portugal    | 4   | 1           | 5           | 7    | 17   |      |

## Final Four

### Halve finale
| Team 1   | Res. | Team 2  |
| -------- | ---- | ------- |
| Estland  | 2-3  | Turkije |
| Oekraïne | 3-0  | België  |

### Kleine finale
| Team 1 | Res. | Team 2  |
| ------ | ---- | ------- |
| België | 0-3  | Estland |

### Finale
| Team 1   | Res. | Team 2  |
| -------- | ---- | ------- |
| Oekraïne | 1-3  | Turkije |

## Groepsfase Zilveren groep
- De twee groepswinnaars plus de beste nummer 2 en het gastland Noord-Macedonië  plaatsen zich voor de final four.

Puntenverdeling
- bij winst met 3-0 of 3-1 :3 punten voor de winnaar ; 0 punten voor de verliezer
- bij winst met 3-2 : 2 punten voor de winnaar ; 1 punt voor de verliezer

|  | Gekwalificeerd voor de finale |

### Groep A
|      |                 |     | Wedstrijden | Wedstrijden | Sets | Sets | Sets |
| Rank | Team            | Pts | W           | L           | W    | L    |      |
| ---- | --------------- | --- | ----------- | ----------- | ---- | ---- | ---- |
| 1    | Noord-Macedonië | 15  | 5           | 1           | 15   | 6    |      |
| 2    | Denemarken      | 11  | 4           | 2           | 12   | 8    |      |
| 3    | Israël          | 6   | 2           | 4           | 10   | 14   |      |
| 4    | Cyprus          | 0   | 1           | 5           | 6    | 15   |      |

### Groep B
|      |            |     | Wedstrijden | Wedstrijden | Sets | Sets | Sets |
| Rank | Team       | Pts | W           | L           | W    | L    |      |
| ---- | ---------- | --- | ----------- | ----------- | ---- | ---- | ---- |
| 1    | Oostenrijk | 0   | 0           | 0           | 0    | 0    |      |
| 2    | Kroatië    | 0   | 0           | 0           | 0    | 0    |      |
| 3    | Hongarije  | 0   | 0           | 0           | 0    | 0    |      |
| 4    | Luxemburg  | 0   | 0           | 0           | 0    | 0    |      |

## Final Four

### Halve finale
| Team 1          | Res. | Team 2     |
| --------------- | ---- | ---------- |
| Noord-Macedonië | 3-2  | Kroatië    |
| Hongarije       | 1-3  | Denemarken |

### Finale
| Team 1          | Res. | Team 2     |
| --------------- | ---- | ---------- |
| Noord-Macedonië | 1-3  | Denemarken |